# Oxnäs
Oxnäs är en udde i Finland. Den är en del av ön Lillpellinge och ligger i Borgå i landskapet Nyland, i den södra delen av landet, 60 km öster om huvudstaden Helsingfors.
Terrängen inåt land är mycket platt. Havet är nära Oxnäs åt sydost.